# Zdenko Balabanić
Zdenko Balabanić (Novalja, 19. siječnja 1927. – Zagreb, 5. siječnja 1978.), hrvatski slikar i likovni pedagog

## Životopis
Rođen u Novalji. Otac mu je rodom iz Kolana. Godine 1946. u Zagrebu je upisao Akademiju likovnih umjetnosti. Diplomirao je u Beogradu na Akademiji likovnih umjetnosti 1951. u klasi Koste Hakmana. Po završetku studija vratio se u Zagreb. 1952. oženio se slikaricom Cvijetom Job, nakon čega žive u Opatiji do 1976. godine. Bio je likovni pedagog u Opatiji i Rijeci, gdje je predavao na Pedagoškoj akademiji. Radio kao nastavnik likovnog odgoja u Rijeci i Opatiji.
Slikao tamnijim bojama i ekspresionistički. Teme djela su napuštene olupine brodova, mitološke prizore i mrtve prirode. Ilustrirao izdanje Balada Petrice Kerempuha Miroslava Krleže iz 1971. godine. Suprug slikarice Cvijete Job. Izbor tamnih zagasitih boja kod Balabanića posljedica je životnih uvjeta. Sa suprugom je dvanaest godina živio u podrumskom stanu vile Serena. Bio je invalid i živjeli su u neimaštini. Zato mu slike odlikuje melankolični ugođaj i teška ekspresivnost motiva. Stoga mu je neveliki ilustratorski opus vezan uz poeziju, prije svega uz Sergeja Jesenjina i Miroslava Krležu. Ilustrirao je i Lorcu, Matoša, Blocka i Rilkea.